# Secrétariat d'État à la Défense (Espagne)
Le secrétariat d'État à la Défense d'Espagne (en espagnol : Secretaría de Estado de Defensa) est le secrétariat d'État chargé des politiques en matière de systèmes d'information, télécommunications et sécurité de l'information.
Il relève du ministère de la Défense.

## Missions

### Fonctions
Le secrétariat d'État à la Défense est l'organe supérieur du ministère de la Défense auquel il revient de proposer et mettre en œuvre la politique gouvernementale en matière de direction, d'impulsion et de gestion des politiques d'armement et de matériel, de recherche, développement et d'innovation, industrielle, économique, d'infrastructures, environnementale et des systèmes, technologies et sécurité de l'information dans le domaine de la Défense. Il est chargé de l'impulsion du processus de transformation numérique, et de l'élaboration et exécution de la politique de défense.
Le secrétaire d'État représente le ministère sur ordre et par délégation du ministre.

### Organisation
Le secrétariat d’État s'organise de la manière suivante :
- Secrétariat d'État à la Défense (Secretaría de Estado de Defensa) ;
  - Direction générale de l'Armement et du Matériel ;
    - Sous-direction générale de la Planification, de la Technologie et de l'Innovation ;
    - Sous-direction générale des Programmes ;
    - Sous-direction générale des Relations internationales ;
    - Sous-direction générale de l'Inspection, de la Régulation et de la Stratégie industrielle de la Défense ;
    - Sous-direction générale des Achats d'armement et de matériel ;

  - Direction générale des Affaires économiques ;
    - Sous-direction générale de la Comptabilité ;
    - Bureau budgétaire ;
    - Sous-direction générale de la Gestion économique ;
    - Sous-direction générale des Contrats ;

  - Direction générale des Infrastructures ;
    - Sous-direction générale de la Planification et de l'Environnement ;
    - Sous-direction générale du Patrimoine ;
    - Sous-direction générale des Projets et des Travaux ;

  - Centre des Systèmes et technologies de l'information et des communications ;
    - Sous-direction générale des Plans et Services de l'information et des télécommunications ;
    - Sous-direction générale de la Transformation numérique.

## Titulaires
| Titulaire | Titulaire                     | Début      | Fin         | Parti | Ministre de la Défense            |
| --------- | ----------------------------- | ---------- | ----------- | ----- | --------------------------------- |
|           | Eduardo Serra                 | 09/02/1984 | 18/07/1987  | Sans  | Narcís Serra                      |
|           | Rafael de la Cruz Corcoll     | 23/04/1988 | 12/10/1991  | Sans  | Narcís Serra Julián García Vargas |
|           | José Miguel Hernández Vázquez | 12/10/1991 | 03/10/1992  | PSOE  | Julián García Vargas              |
|           | Antonio Flos Bassols          | 10/10/1992 | 29/04/1995  | Sans  | Julián García Vargas              |
|           | Juan Ramón García Secades     | 08/07/1995 | 11/05/1996  | PSOE  | Gustavo Suárez Pertierra          |
|           | Pedro Morenés                 | 25/05/1996 | 06/05/2000  | Sans  | Eduardo Serra Rexach              |
|           | Fernando Díez Moreno          | 06/05/2000 | 20/04/2004  | Sans  | Federico Trillo                   |
|           | Francisco Pardo               | 20/04/2004 | 21/04/2007  | PSOE  | José Bono José Antonio Alonso     |
|           | Soledad López                 | 21/04/2007 | 15/04/2008  | Sans  | José Antonio Alonso               |
|           | Constantino Méndez            | 15/04/2008 | 31/12/2011  | PSOE  | Carme Chacón                      |
|           | Pedro Argüelles               | 06/01/2012 | 19/11/2016  | PP    | Pedro Morenés                     |
|           | Agustín Conde                 | 19/11/2016 | 09/06/2018  | PP    | María Dolores de Cospedal         |
|           | Ángel Olivares Ramírez        | 09/06/2018 | 24/06/2020  | PSOE  | Margarita Robles                  |
|           | Esperanza Casteleiro          | 01/07/2020 | 11/05/2022  | Sans  | Margarita Robles                  |
|           | Amparo Valcarce               | 11/05/2022 | En fonction | PSOE  | Margarita Robles                  |